# Världsrevolutionen

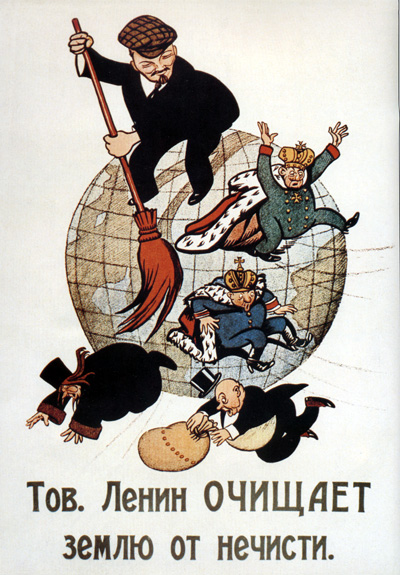
Världsrevolutionen. Texten lyder "Kamrat Lenin städar bort världens ohyra".

Världsrevolutionen är en revolution som ändrar hela världen i politiskt avseende, oftast med målet att åstadkomma en socialistisk samhällsordning. Inom de marxistiska och anarkistiska tanketraditionerna finns en mängd teorier och analyser av världsrevolutionen och dess önskvärdhet, förutsättningar, genomförande, möjligheter, hinder och resultat. Deras utgångspunkt formulerades 1848 av Karl Marx och Friedrich Engels i Kommunistiska manifestet: 
"Proletärer i alla länder, förena er!"
Denna uppmaning har tolkats och tillämpats på olika sätt inom de socialistiska och kommunistiska världsorganisationerna Första internationalen, Andra internationalen, Tredje internationalen (Komintern) och Fjärde internationalen samt inom den anarkistiska rörelsen.